# Dave Brailsford
Sir David John Brailsford (født 29. februar 1964) er en britisk cykeltræner og holdleder. Han har fra 1997 til 2014 haft ledende stillinger hos British Cycling, og har siden 2010 været øverste chef for cykelholdet Ineos Grenadiers.